# Адам Хайнц
Адам Хайнц (на полски: Adam Heinz) е полски езиковед индоевропеист, структуралист, професор, специалист по класическо, структурно и общо езикознание, преподавател в Ягелонския и Краковския педагогически университет, гост-професор по общо и славянско езикознание в Нансийския университет (1970 – 1972), член на Полската академия на науките, председател на Полското лингвистично дружество.

## Трудове
- Genetivus w Indoeuropejskim systemie przypakowym (1955)
- Funkcja egzocentryczna rzeczownika (1957)
- Język łaciński (1959)
- System przypadkowy języka polskiego (1965)
- Slownik terminologii językoznawczej (1968) – в съавторство със Збигнев Голомб и Кажимеж Полянски
- Językoznawstwo ogólne (1969)
- Dzieje jezykoznawstwa w zarysie (1978)
- Historia językoznawstwa (1979)
- Język i językoznawstwo: wybór prac (1988)